# ㅋ
ㅋ(키읔)은 한글의 자음 중 열한 번째 글자이다.

## 발음
ㅋ이 어디에 있는가에 따라 소릿값이 달라진다.
|                                                | 발음                              | 발음의 예              |
| ---------------------------------------------- | --------------------------------- | ---------------------- |
| /i, j, ɯ/ 앞, 받침, 모음과 모음 사이가 아닐 때 | 유기음화 무성 연구개 파열음(/kʰ/) | 콩의 'ㅋ'              |
| /i, j/ 앞                                      | 무성 경구개 파찰음(/cç/)          | 키의 'ㅋ', 켜다의 'ㅋ' |
| /ɯ/ 앞                                         | 무성 연구개 파찰음(/kx/)          | 크다의 'ㅋ'            |
| 받침                                           | 연구개 불파음(/k ̚/)               | 부엌의 'ㅋ'            |
| 모음와 모음 사이                               | 유성 연구개 파열음(/ɡ/)           | 부엌에의 'ㅋ'          |

## 훈민정음
훈민정음 초성 체계에서는 차청이며 어금닛소리이고, 종성으로는 입성이다. 제자 원리는 혀뿌리가 목구멍을 막는 모양을 본뜬 ㄱ에 획을 더해 만들었다고 한다.
| “ | "ㅋ·ᄂᆞᆫ:엄쏘리·니快·쾡ㆆ字·ᄍᆞᆼ·처ᅀᅥᆷ·펴·아·나ᄂᆞᆫ소·리·ᄀᆞ·ᄐᆞ니·라" | ” |
|   | — 훈민정음 언해본 <초성해>                                    |   |

ㅋ은 어금니 소리이니 快(쾌)자를 처음 펴서 나는 소리 같으니라.

## 코드값
| 종류                  | 종류           | 글자 | 유니코드 | HTML     |
| --------------------- | -------------- | ---- | -------- | -------- |
| 한글 호환 자모        | 한글 호환 자모 | ㅋ   | U+314B   | &#12619; |
| 한글 자모 영역        | 첫소리         | ᄏᅠ   | U+110F   | &#4367;  |
| 한글 자모 영역        | 끝소리         | ᅟᅠᆿ   | U+11BF   | &#4543;  |
| 한양 사용자 정의 영역 | 첫소리         |   | U+F7F5   | &#63477; |
| 한양 사용자 정의 영역 | 끝소리         |   | U+F8EB   | &#63723; |
| 반각                  | 반각           | ﾻ    | U+FFBB   | &#65467; |

## 인터넷 은어
ㅋ은 인터넷에서 웃음, 웃기다, 재미있다 등으로 표현된다.

## 같이 보기
- 한글
- 자음